# Game Boy Advance

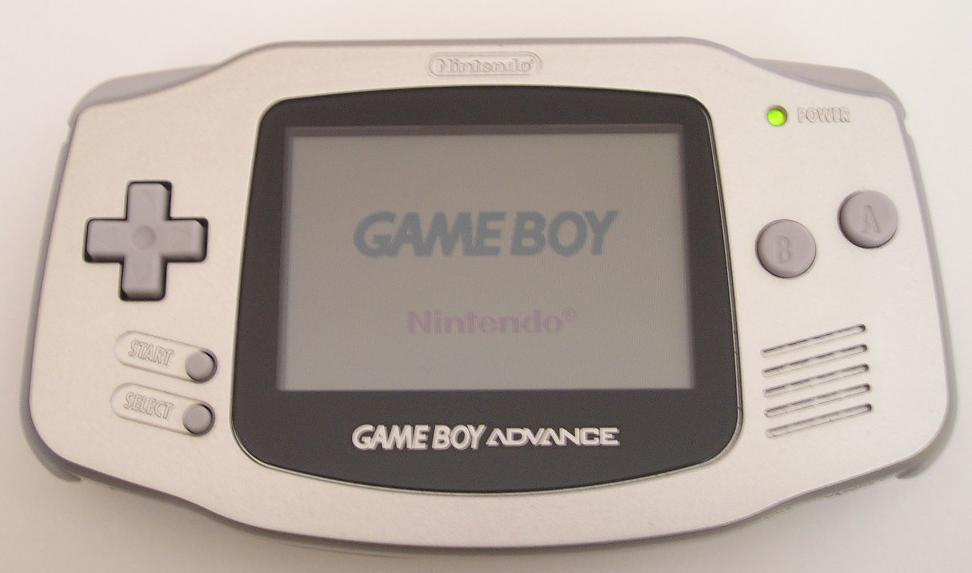
Game Boy Advance

Game Boy Advance (japonsky ゲームボーイアドバンス, výslovnost Gēmu Bōi Adobansu, zkráceně GBA) je 32bitová kapesní herní konzole firmy Nintendo, následník populárních konzolí Game Boy a Game Boy Color. V Japonsku vyšla 31. března 2001, v USA 11. června, v Evropě i Austrálii 22. června 2001 a v Číně (mimo Hongkong) 8. června 2004.

## Technická specifikace
- procesor: 32bitový ARM7TDMI na 16,8 MHz s interní RAM
- paměť: 32 KiB + 96 KiB VRAM (v CPU) a 256 KiB WRAM (mimo CPU)
- displej: TFT LCD s rozlišením 240×160 pixelů
- barevná paleta: 15bitové RGB
- barevné zobrazení: displej může najednou zobrazovat 512 barev ve „znakovém módu“ a 32 768 barev v „bitmapovém módu“

Pro zpětnou kompatibilitu s hrami pro konzole Game Boy a Game Boy Color obsahuje koprocesor typu Z80 s frekvencí 8,4 MHz.

## Modely

### Game Boy Advance SP

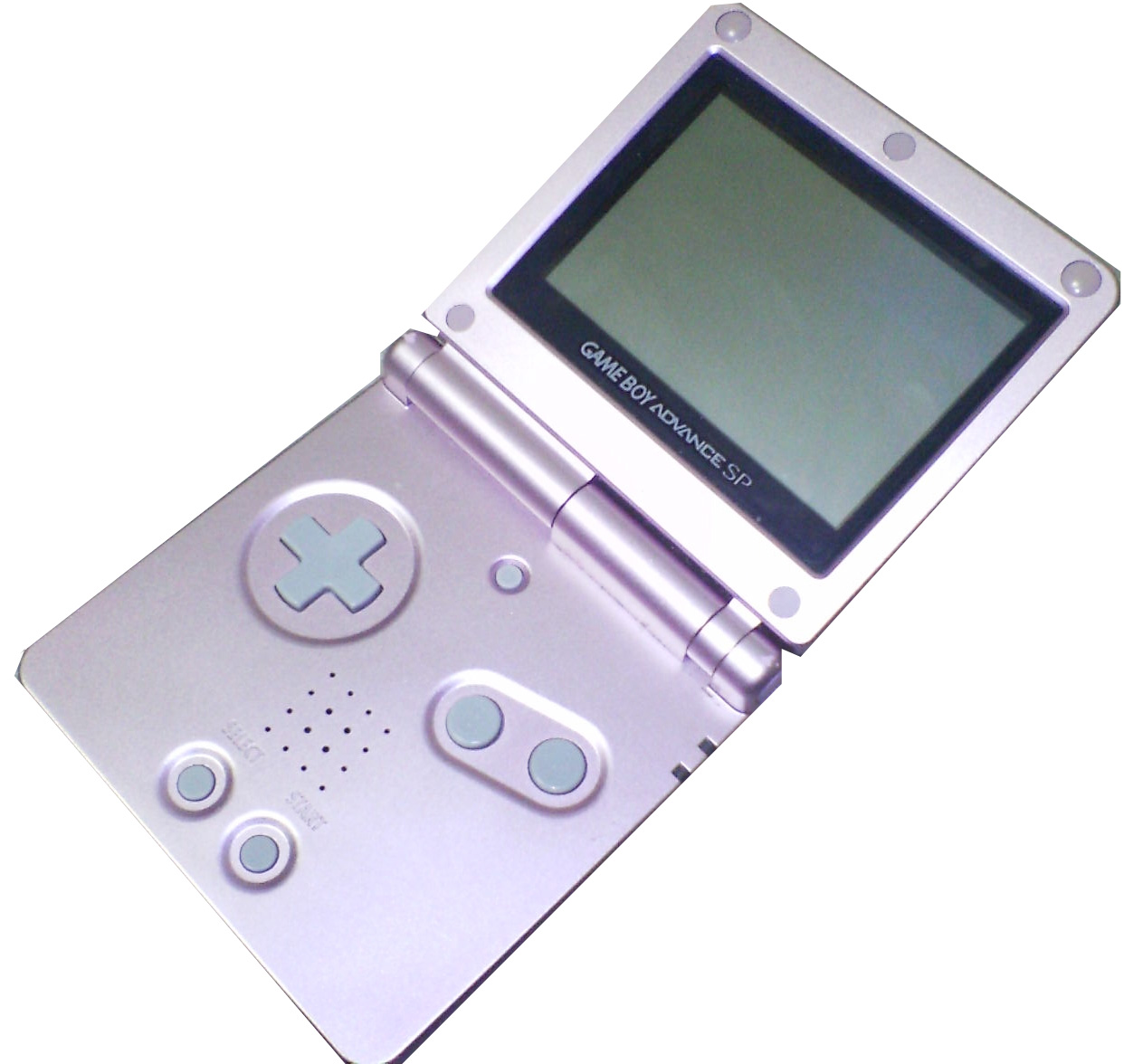
GBA SP

Začátkem roku 2003 vylepšilo Nintendo konzoli Game Boy Advance. Přibylo čelní světlo, které bylo možné zhasnout, akumulátorové baterie Li-Ion, displej byl mnohem kontrastnější, celý přístroj byl menší a ve tvaru mobilních telefonů „véčko“. Toto vše mělo napravit vlastnosti původního přístroje, které zákazníci kritizovali.
Přibližně v době vydání konzole Game Boy Micro vydalo Nintendo v USA novou verzi s podsvětlením (občas označovanou jako „GBA SP+“). Vypínač světla přepínal mezi různými intenzitami jasu.

### Game Boy Micro

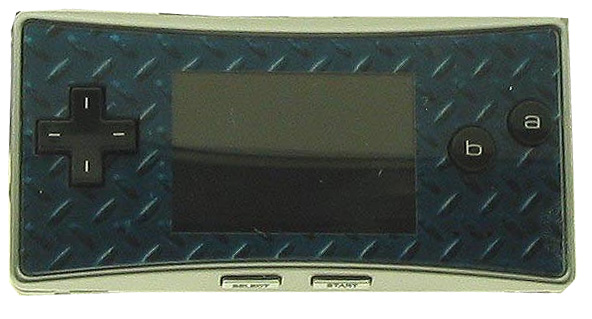
Game Boy micro

V září 2005 vydalo Nintendo druhou edici Game Boy Advance orientovanou horizontálně, podobně jako původní verze, byla ale menší a úhlednější, čelní kryt bylo možné měnit za různobarevné. Nintendo doufalo, že módní výměnné kryty zacílí na novou skupinu, podobně jako Wii.
Na rozdíl od předchozích modelů konzole Game Boy Advance není schopná Game Boy micro přehrávat hry pro původní konzole Game Boy a Game Boy Color.

## Konkurence
Konkurence na trhu této konzole byly Neo Geo Pocket Color, Bandai SwanCrystal, Game Park 32, Tapwave Zodiac a Nokia N-Gage. Přes úsilí všech konkurentů si Nintendo udrželo většinu tržního podílu.

## Některé hry
- Blackthorne
- Dr. Mario
- The Legend of Zelda
- Doom
- Doom II
- Lego Star Wars: The Video Game
- The Lost Vikings
- Max Payne
- Medal of Honor: Infiltrator
- Medal of Honor: Underground
- Planet of the Apes
- Pokémon Emerald
- Prince of Persia: The Sands of Time
- SimCity 2000
- Space Invaders
- Super Mario World 2: Yoshi's Island
- Tekken Advance
- Splinter Cell

## Podomácku vyrobený software
Mnoho amatérů vyvinulo vlastní software, který běží na Game Boy Advance. Typicky se testuje na emulátorech, teprve odladěný software se ukládá na cartridge, aby se dal spustit na skutečné konzoli. Většina takových vývojářů používá GNU Compiler Collection a programují buď v C nebo v C++.